# Бесемеров процес
Бесемеровият процес е първият (днес вече остарял) технологичен процес за масово производство на евтина стомана. Наречен е на създателя си, Хенри Бесемер, който получава патент за него през 1856 г. Ключов принцип в процеса е премахването на примеси от желязото чрез окисление при продухване на сгъстен въздух през разтопеното желязо. Отделящото се при това голямо количество топлина прави почти излишно използването на допълнителен горивен материал; цялата операция се извършва за няколко минути и дава веднага големи количества лята стомана.
До средата на 19 век са били познати и произвеждани два основни вида желязо:
- Чугун, който е много трошлив;
- Твърдо ковашко желязо;

Твърдото ковашко желязо се получавало от чугун чрез пудлинговане, при който процес с помощта на кислород се изгаря излишният въглерод. Процесът бил трудоемък и отнемал много време за производство.
Хенри Бесемер го съкратил, като изливал стопеното желязо в измисления от него конвертор („бесемерова круша“) и прекарвал през него сгъстен въздух. Така освен полученото качествено желязо, подходящо за обработка и закаляване, Бесемер намалява времето за производство до половин час и намалява цената за производство на тон желязо от £40 на £7.
Полученото желязо било ковко и много добро за обработка, дори е наречено „меко желязо".
По-късно германският индустриалец Алфред Круп започва да произвежда по тази технология стомана в големи обеми в семейната компания „Krupp AG“.